# Язвінська Емілія Йосипівна
Емілія Йосипівна Язвінська (1937, село Грузевиця, тепер Хмельницького району Хмельницької області  — ?) — українська радянська діячка, ланкова колгоспу імені Леніна Чорноострівського (Хмельницького) району Хмельницької області. Депутат Верховної Ради СРСР 6-го скликання.

## Життєпис
Народилася 1937 року в селянській родині. Освіта середня: закінчила середню школу. Член ВЛКСМ
У 1955—1959 роках — колгоспниця, з 1959 року — ланкова колгоспу імені Леніна села Грузевиця Чорноострівського (тепер — Хмельницького) району Хмельницької області. Вирощувала високі врожаї кукурудзи та цукрових буряків.
Потім — на пенсії.